# Rudolf Meinhold

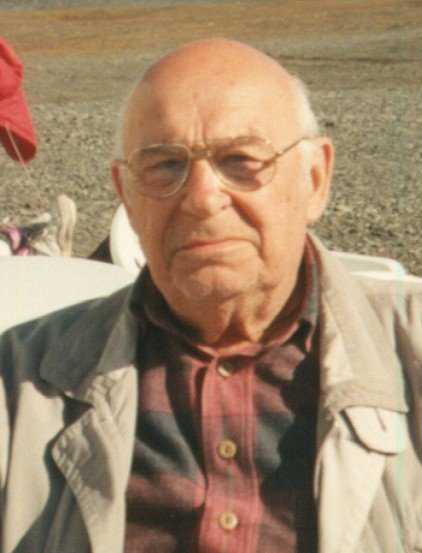
Rudolf Meinhold mit 85 Jahren auf Grönland

Rudolf Meinhold (* 2. April 1911 in Klosterlausnitz; † 18. Januar 1999 in Freiberg) war ein deutscher Geophysiker und Erdölgeologe.

## Leben
Meinhold studierte in Jena und Berlin Bergbauwissenschaften und diplomierte bei Herrmann Reich über Fragen der Reflexionsseismik zur Erkundung von Strukturen im Untergrund. Seine erste berufliche Tätigkeit befasste sich unter der Leitung des Potsdamer Geophysikers Hans Haalck (1894–1969) mit der Erkundung von Salzstöcken in der norddeutschen Tiefebene mit dem Haalckschen Gravimeter.
Auf Anregung seines Mentors Haalck nutzte er sehr früh die Möglichkeit, seegravimetrische Messungen durchzuführen. Die Messungen fanden vor der niederländischen Küste 1938, auf dem Maracaibo-See und im Orinoco-Delta 1939 statt. Die Arbeiten erfolgten im Auftrag der Bataafschen Matschappij (Shell-Gruppe). Infolge des Kriegsausbruchs 1939 musste er seine Arbeiten abbrechen und gelangte 1940 über San Francisco, Japan, Mandschurei, Sibirien, Moskau zurück nach Berlin.
Während des Zweiten Weltkrieges leitete er seismische Messtrupps im Auftrage der Prakla. In den 1950er Jahren baute er die reflexionsseismische Erkundung in der DDR auf und war anschließend leitender Geologe der Erdölindustrie der DDR. In dieser Zeit beschäftigte er sich mit den Fragen des Salzaufstieges (Halokinese). Weiterhin konnte er nachweisen, dass die Pompeckjsche Schwelle keine Schwelle im strukturellen Sinne ist. Damit war die bis dahin geltende Grenze der Erdölhöffigkeit aufgehoben.
Zunehmende Differenzen mit der DDR-Führung, besonders über die Frage zukünftiger Fördermengen an Erdöl und Erdgas (die DDR-Führung war an großen Lagerstätten interessiert, die aber nicht vorhanden sein konnten) führten dazu, dass er nach dem Mauerbau an die Bergakademie Freiberg wechselte und dort die international erste Fachrichtung Erdölgeologie aufbaute und  Studenten, Doktoranden und Habilitanden heranbildete. Eine Berufung zum Professor erfolgte wegen der Differenzen mit Staat und Partei erst später.
Ab 1951 bildete er als externer Lehrbeauftragter an der Universität Leipzig und der Bergakademie Freiberg mehrere Generationen von Geophysikern und Geologen aus. Er wurde 1976 emeritiert.
Rudolf Meinhold pflegte persönliche Kontakte u. a. mit Ludger Mintrop, Hans Haalck, Robert Lauterbach, Marshall Kay (USA), Otto Rosenbach, Gerhard Fanselau, Wolfgang Buchheim, Otto Meißer, Adolf Watznauer, Arno Hermann Müller.
Am 2. Januar 1940 bestieg er gemeinsam mit Horst Martin den Nevado del Tolima (etwa 5200 m) in Kolumbien (vermutlich Erstbesteigung).

## Werke
- Der geologische Bau und die Erdöl- und Erdgasführung der DDR. Akademie, Berlin 1960
- Erdölgeologie. Akademie, Berlin 1962
- Erdölgeologie Lehrwerk Band 1 - 12.Bergakademie, Freiberg 1961–1974
- Geophysikalische Meßverfahren in Bohrungen. Geest& Portig, Leipzig 1965
- Entwicklungsgeschichte der Erde. Brockhaus, Leipzig 1955–1981 (6 Auflagen)
- Energie aus der Tiefe der Erde. B. G. Teubner, Leipzig 1984
- Erdöl und Erdgas. B. G. Teubner, Leipzig 1987

## Auszeichnungen
- 1991 Ehrenmitglied des 1990 wiedergegründeten Thüringischen Geologischen Vereins[1]
- 1996 ernannte ihn seine Heimatstadt Ruhla zum Ehrenbürger
- „Abraham-Gottlob-Werner-Nadel“ der Gesellschaft für Geologische Wissenschaften 1980
- Ehrennadel der Bergakademie Freiberg 1977